# Днестр (санаторий, Каменка)
Ка́менский санато́рий «Днестр» — климатобальнеологический курортно-санаторный комплекс на левом берегу реки Днестр в городе Каменка, административном центре Каменского района непризнанной Приднестровской Молдавской Республики в Молдавии.

## Природные условия
Каменка, на окраине которой расположен санаторий, находится в неширокой долине, которую укрывает от ветров невысокий каменистый горный кряж, отступающий от берегов Днестра на 1-1,5 км. Здесь удачно сочетаются горный и речной воздух, мягкая зима, продолжительное тёплое лето, благоприятное барометрическое давление и относительная влажность.

## История
Каменка обретает известность как крупный винодельческий центр и как первый виноградолечебный курорт юго-западной России с 1870-х гг. Внук известного полководца, героя Отечественной войны 1812 года П. Х. Витгенштейна князь Фёдор Львович Витгенштейн пригласил строителей из Австрии, которые в 1890 году почти в центре нового парка возвели двухэтажное здание кургауза. Строительство здания обошлось в 30 тыс. рублей. Длинный узкий корпус кургауза имел два фасада: северный смотрел на горный амфитеатр, южный — на Днестр. В нижнем этаже размещались буфет с рестораном, читальня с пианино, бильярдная, танцзал и другие помещения. В верхнем этаже находились жилые помещения: 12 квартир по 1, 2 и 3 комнаты. Во всю длину северного фасада были устроены широкая крытая галерея снизу и балкон сверху. Построенные по соседству белая, жёлтая, голубая, красная, розовая дачи сдавались отдыхающим целиком и покомнатно. В Каменку приезжало много больных для лечения на купальный и особенно виноградный сезон. Каменский курорт был сезонным (лето и осень). Модное в то время виноградолечение проводилось в конце августа — ноябре и сочеталось с лечением кумысом и кефиром, а также с электролечением. Виноград для лечения продавался по 10 коп. за фунт, кумыс — по 30 копеек за бутылку.
По словам М. Боровиковского: «В особенности хороши здесь тихие тёплые ночи — летом и ранней осенью, когда окрестности залиты мягким голубовато-серебристым светом южной луны, и только монотонные трели неумолчных цикад да, порой, крики хищных птиц нарушают несколько торжественное всеобщее безмолвие. А едва заметное движение ночного зефира лениво перебирает листья тёмных крон деревьев, с высящимися среди них, словно остроконечные башни, силуэтами стройных тополей; и эти колеблемые листья сверкают каким-то фосфорическим отблеском светила ночи. В такую пору постояльцы кургауза часто до зари не сходят с верхнего его балкона, жадно впивая чудный живительный воздух и любуясь поэтической прелестью обстановки.»
Во время Первой мировой войны в здании кургауза попечением Генриха и Елизаветы Витгенштейнов был открыт госпиталь для раненых солдат. После Октябрьской революции каменский курорт пришёл в запустение.
С 20 апреля 1932 года был открыт Каменский дом отдыха для рабочих-передовиков, а на прошедшем 10-12 января 1935 года VI съезде Советов Молдавской АССР было решено открыть в Каменке санаторий для крестьян. Уже 21 июля 1935 года состоялось торжественное открытие санатория имени П. П. Постышева. В первый месяц работы санатория в нём отдыхало и лечилось 175 ударников труда. После того, как Постышев был репрессирован в 1938 году, санаторий стал носить имя В. И. Ленина.
В 1936 открыт первый санаторий общеоздоровительного типа.
В 1960 году в Каменке открыт санаторий «Днестр».

## Современное состояние
Сейчас санаторий функционирует круглогодично, рассчитан на 450 мест, принимает на лечение и отдых взрослых и детей, специализируется на лечении больных с заболеваниями органов пищеварения, кровообращения, кожи, опорно-двигательного аппарата, нервной системы, гинекологическими.
Лечебно-диагностическая база санатория «Днестр» располагает современными методами лечения и диагностики.
- Предлагаются углекислые, кислородные, йодобромные, скипидарные, жемчужные, сероводородные, спирулиновые лечебные ванны.
- Души: Шарко, циркулярный, восходящий, подводный душ-массаж.
- Лечебный массаж, новые методы физиотерапии и крайне-высокочастотная терапия, магнитолазерная терапия, лазерная терапия, внутривенная лазеротерапия, дециметроволновая терапия, магнитно-резонансная терапия и т. п., грязелечение, парафин-озокеритолечение, лекарственный электрофорез, электросонтерапия, ингаляции, кишечное орошение, микроклизмы с применением отваров лечебных трав.
- Гидромагнитолазеротерапия, криотерапия в гинекологии.
- Проводятся психотерапия, иглорефлексотерапия, мануальная терапия.

Имеется отдельное здание бювета минеральной воды «Днестрянка» с современной аппаратурой автоматического регулирования температуры и дозировки минеральной воды.